# (1175) Margo
(1175) Margo ist ein Asteroid des Hauptgürtels, der am 17. Oktober 1930 von dem deutschen Astronomen Karl Wilhelm Reinmuth an der Landessternwarte Heidelberg-Königstuhl der Universität Heidelberg entdeckt wurde.
Die Herkunft des Namens ist unbekannt.